# Urbanistica di Verona

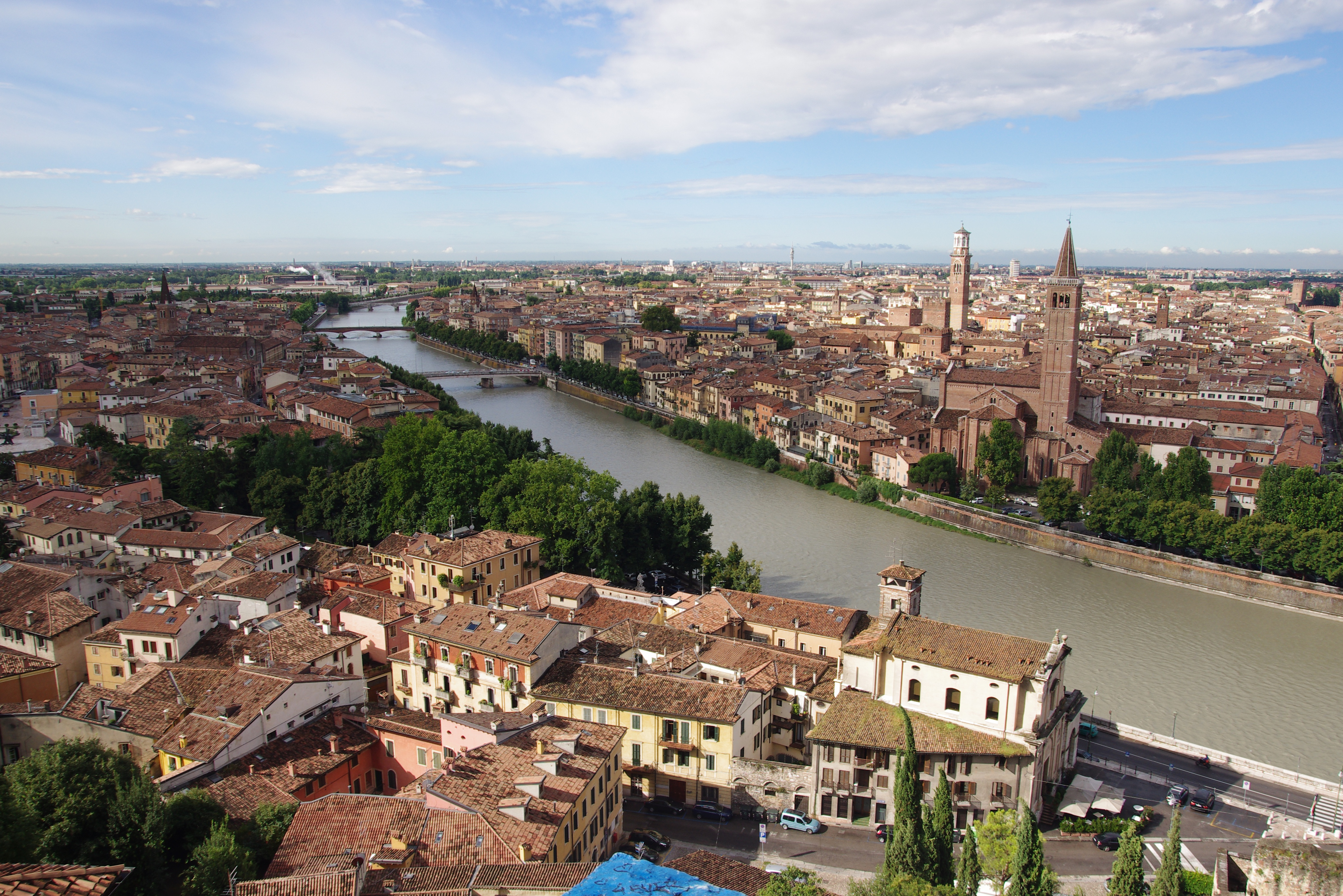
Vista di Verona

L'urbanistica di Verona fonda le proprie origini nella città romana, di cui conserva il tessuto urbano. Verona riflette i diversi periodi storici durante i quali si è sviluppata: si possono distinguere il centro storico medioevale, su cui sorgono tuttavia anche palazzi rinascimentali, settecenteschi e ottocenteschi; i quartieri di Veronetta e di San Zeno, interamente composti di edifici d'epoca basso medioevale; alcune zone esterne alle mura, in cui sono sorte ville e palazzi in stile barocco; la zona industriale di Borgo Roma, sorta a cavallo tra Otto e Novecento; e infine la città moderna, sorta senza intaccare questo tessuto storico.
Verona possiede cinque cinte murarie ancora visibili, costruite in epoche diverse:
- la cinta muraria di epoca romana imperiale, di cui rimangono però solo le rovine in alcuni punti della città;
- dal ponte Aleardi fino a piazza Bra è ben conservata la cinta comunale del XIII secolo, con tre torri, tra cui la più conosciuta torre pentagona dei portoni della Bra;
- sul colle San Pietro rimangono le mura scaligere, con quindici torri;
- i terrapieni della cinta più esterna innalzati dai veneziani, e alcuni bastioni;
- le mura, i bastioni e numerosi forti costruiti dagli austriaci, ancora quasi completamente intatti.

## Verona pre-romana
Il primo nucleo urbano di Verona si sviluppò sulle pendici dei 120 metri del colle San Pietro, da cui si può controllare la pianura che si estende a meridione. Proprio sotto il colle l'Adige compie un'ansa, e la sua larghezza in questo tratto diventa minima, 90 metri, rendendo questo un luogo di passaggio obbligato.

## Verona romana

### Il villaggio sul colle
Roma incominciò ad interessarsi di questa zona per motivi economici e soprattutto strategici, e ne favorì l'espansione con la costruzione della via Postumia, che collegava Genova ad Aquileia, rendendo Verona un nodo stradale estremamente importante. La via Postumia passava proprio sotto colle San Pietro (sul quale sorgeva appunto il centro abitato) e oltrepassava l'Adige su un ponte ligneo. Per aumentare la sua stabilità vennero anche rialzate le sponde del fiume.
Nel 102 a.C. ci fu l'invasione dei Cimbri, popolazione nordica che scese nella Gallia cisalpina passando da Verona, ma la successiva vittoria romana e l'estensione del diritto latino anche al villaggio favorì e accelerò la romanizzazione della città. Di questa città ne sono stati trovati resti espliciti, come un bastione costruito tra l'80 e il 90 a.C., e che doveva essere parte di un più ampio sistema di difesa.

### La rifondazione della città

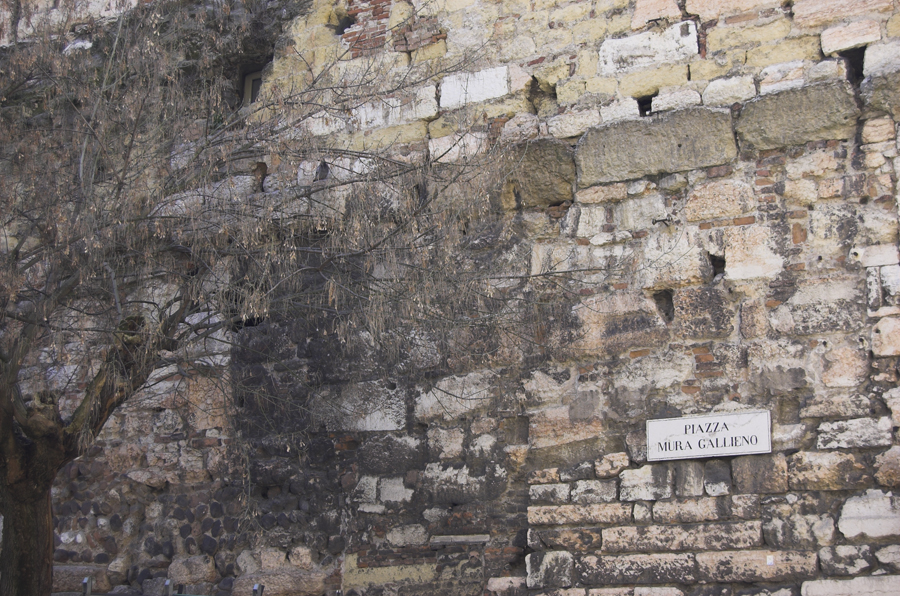
Resti di mura romane dietro l'Arena di Verona

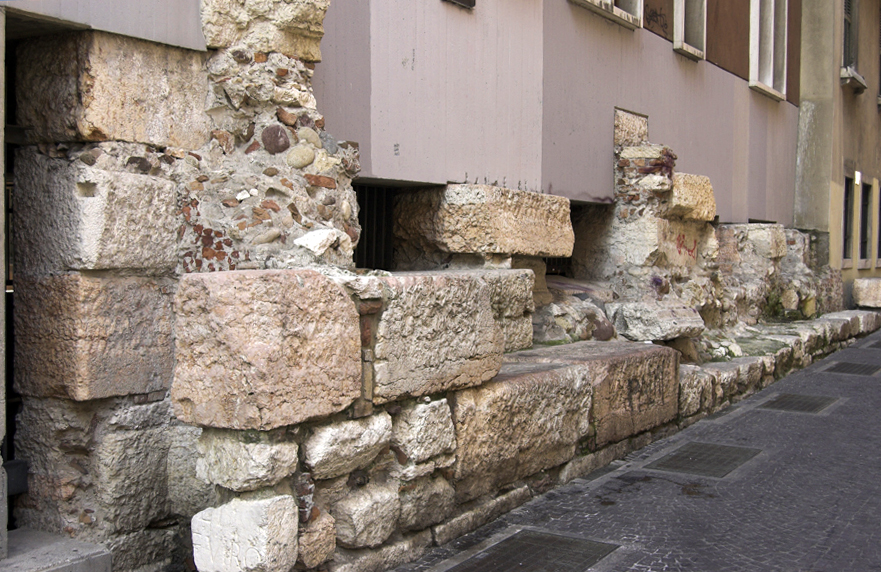
Altri resti di mura romane

Nel I secolo a.C. venne ricostruito il ponte sull'Adige (oggi chiamato ponte Pietra), questa volta con materiale lapideo per avere un collegamento più stabile: il ponte fu, in un certo senso, la cellula generatrice della città, e fu precedente al piano urbanistico generale, che venne deformato per inserirlo nel reticolo urbano. Nel 49 a.C. venne allargata la cittadinanza romana anche a Verona. La possibilità di una futura espansione verso nord consigliò la fortificazione del centro abitato: l'area del colle era, però, di difficile difesa ed era impossibile la ricostruzione di un centro ordinato. Si decise così di spostare la città all'interno dell'ansa dell'Adige, a sud del colle, in quanto il fiume stesso avrebbe protetto da eventuali attacchi esterni, mentre per la difesa sarebbe bastata la costruzione di due tratti di cinta.
La città venne così ricostruita secondo i criteri dei "municipia" romani: uno dei primi collegi di magistrati del municipio si preoccupò di iniziare i lavori urbanistici, con la creazione di strade, cloache, mura e porte regolari, con rigidi regolamenti per la costruzione di edifici da parte dei privati, che dovevano seguire il sistema predisposto dalle autorità. Il decumano massimo (le attuali corso Porta Borsari-corso Santa Anastasia) era il prolungamento della via Postumia, ed era perpendicolare al cardine massimo (attuali, via Sant'Egidio-via Cappello-via Leoni), e paralleli correvano i decumani e cardini minori, in entrambi i casi quattro a destra e tre a sinistra. Questa struttura regolare è ancora ben visibile nelle fotografie aeree di Verona. L'asse longitudinale si allineava a porta Borsari, e nel Foro cittadino si incrociava al cardine maggiore, che a sua volta si allineava a porta Leoni: l'area veniva quindi divisa in quattro "quartieri". L'orientamento dello schema urbano, leggermente divergente da quello canonico, consentiva a cinque cardini e sei decumani di sboccare verso la pianura. La città all'interno delle mura si sviluppò su 480.000 m², ed era quindi uno dei maggiori centri abitati dell'Italia settentrionale.
A Verona furono costruite due cinte murarie, una di epoca tardo repubblicana e meno conosciuta, ed una più conservata costruita in epoca imperiale da Gallieno (da cui prendono il nome). La cinta repubblicana era lunga più di 900 metri, ed aveva un segmento orientato in direzione nordovest-sudest e l'altro orientato in direzione nordest-sudovest, in cui si aprivano rispettivamente porta Borsari e porta Leoni. Le mura repubblicane furono realizzate a filari alternati di grossi ciottoli, legati con malta e mattoni, e non subirono rinnovamenti fino al III secolo, mentre le porte, inizialmente piuttosto semplici, vennero rivestite e rese monumentali.
All'interno di Verona si sviluppò il Foro, corrispondente all'odierna piazza delle Erbe, ai lati del quale si trovavano il campidoglio, la basilica e vari edifici pubblici.
Il colle San Pietro rimase collegato alla città: venne risistemato con l'abbattimento dei vecchi edifici ed infine trasformato in una grande scenografia per la città, in perfetto asse con i decumani. Il colle venne inquadrato tra i ponti lapidei Pietra e Postumio, fu costruito il theatrvm veronae raccordato da scale e tre terrazze ad un tempio posto sulla sommità del colle, mentre a lato del teatro sorse un più piccolo Odeon. La cinta muraria proteggeva anche il colle e i due fondamentali ponti, e due porte (di cui sono state trovate le fondazioni di quella vicina al ponte Pietra) consentivano il passaggio lungo il fiume. Quest'area, realizzata in posizione panoramica ed in asse con i decumani, si inserisce coerentemente nell'ambito urbano veronese, ed è molto probabile che fosse stato progettato contemporaneamente all'impianto urbano, anche se la sua realizzazione richiese certamente più tempo.
Il grande impianto urbanistico venne realizzato tenendo conto dell'espansione della città per più di un secolo, quindi l'area protetta da mura fu oltrepassata dalle costruzioni solo in epoca imperiale, come fanno pensare anche, per esempio, gli edifici rinvenuti in piazza Bra.

### L'età imperiale
L'importanza strategica e economica portò ad un incremento della popolazione che comportò la costruzione di abitazioni ed edifici anche all'esterno della cinta muraria. Durante la dinastia giulio-claudia venne costruito l'arco dei Gavi poco fuori dalla città (risulta essere il primo monumento extraurbano), lungo la via Postumia, e svolgeva quindi la funzione di ingresso trionfale alla città. Più tardi viene realizzato il grande anfiteatro, conosciuto oggi con il nome di Arena, il quale venne costruito all'esterno delle mura per via della sua enorme mole. Nell'età dei Flavi si realizzò la monumentalizzazione del foro, oltre alla costruzione delle Thermae Iuventianae e del Capitolium. Fu quindi nel I secolo che Verona viene ad assumere quella ricchezza architettonica e decorativa che ne fece la città con più monumenti della Gallia Cisalpina.
L'espansione della città continuò fino al III secolo, ma nel 258 gli Alemanni irruppero dalla val d'Adige, e, anche se vennero sconfitti, l'imperatore Gallieno si convinse di dover fortificare ulteriormente Verona. La ricostruzione dei 1300 metri delle nuove mura durò dal 3 aprile al 4 dicembre 265. Le vecchie mura repubblicane vennero pesantemente restaurate e vennero costruiti due nuovi tratti di cortina muraria, una che includeva l'anfiteatro romano, ed una che correva attorno colle San Pietro, a difesa del teatro e del tempio, lungo la quale vennero aperte due nuove porte. Le nuove zone abitate non vennero comprese dalle mura in quanto erano ormai troppo estese per poter essere ben difese.
La superficie occupata era quindi di 480.000 m², con strade larghe 8 m (di cui la carreggiata 5,90 m) che si incrociavano (ed incrociano) ogni 82–85 m, andando così a formare un isolato di 77x77 m a pianta quadrata. La rete fognaria seguiva il regolare impianto stradale, e l'unica nota particolare è il ponte Pietra, fuori dallo schema geometrico stradale, poiché costruito al posto di un antico ponte in legno.

## Verona medievale

### La stagnazione nell'alto medioevo
Dal 493 al 506 vennero completate le mura ordinate dal re Teodorico, che andarono a rafforzare il colle San Pietro (che assunse un ruolo militare, che sarebbe rimasto sino al XIX secolo). Venne successivamente rinforzata la difesa della "penisola" atesina. Sempre Teodorico fece ricostruire nella città le terme, alcuni palazzi e rinnovò inoltre l'acquedotto romano. Durante l'alto medioevo le dimensioni della città rimasero abbastanza stabili, i monumentali edifici e le mura fatte erigere sotto il suo regno rimasero per quattro secoli, e solo dopo il 1000, con la lenta ripresa ed espansione della città, si ripensò alla risistemazione delle difese della città.

### La ripresa dopo il 1000
Nell'XI secolo da Arduino venne ampliata la cinta muraria del colle verso oriente, per meglio difendersi dall'imperatore Enrico II. In questo tratto di mura venne aperta porta Vescovo (la cui denominazione rimase fino all'attuale porta austriaca), una porta detta di San Sepolcro, tuttora esistente, e una di cui non si conosce esattamente l'ubicazione, detta di Campo Marzo.
Tra il 1194 ed el 1224 venne costruita la cinta muraria comunale a sud della città, lungo la depressione naturale che formava il ramo secondario dell'Adige, detto Adigetto, che venne poi utilizzata come fossato. Questa cinta muraria andava a proteggere i numerosi edifici nati al di fuori delle mura di Teodorico: di queste mura rimangono i resti all'interno di Castelvecchio. Il muro non era molto robusto, e, a causa delle numerose piene che riempirono il fossato, esso crollò in due tratti durante la piena del 1239. Nella cinta erano presenti quattro aperture: l'arco dei Gavi, i portoni della Bra, e la porta detta di Morbio, tutte ancora presenti, quest'ultima all'interno di Castelvecchio, e una quarta porta, andata distrutta. Questa nuova difesa andava quindi a proteggere i borghi nati fuori dalle mura teodoriciane.
In seguito il ghibellino Ezzelino da Romano restaurò la cinta muraria, e ne costruì una più robusta tre metri più all'interno tra il 1240 ed il 1250, su un terreno più solido: esse sono ancora oggi visibili in via Pallone.

### Gli interventi degli scaligeri

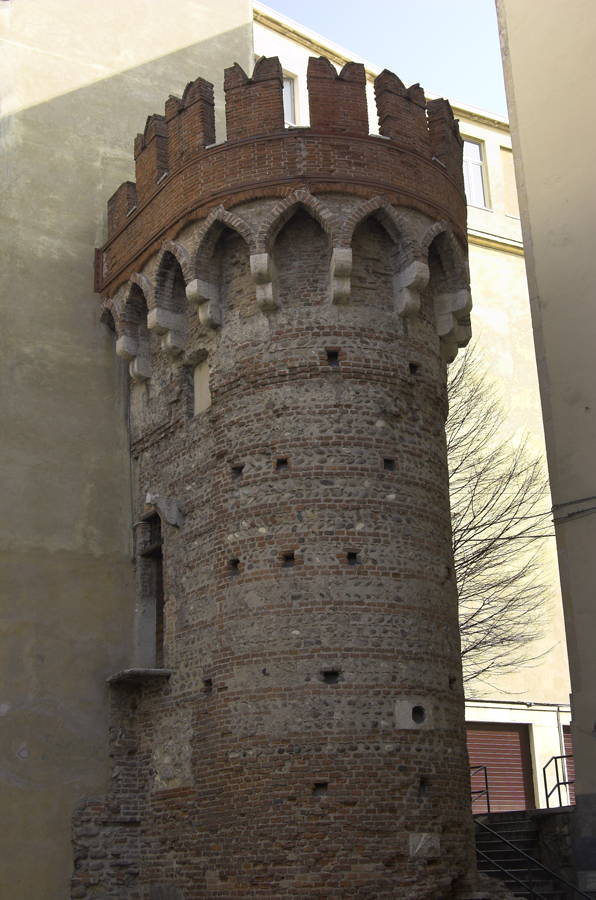
Una torre comunale vicino a piazza Bra

All'inizio del Duecento Verona si presenta come la classica città medioevale, con numerose case-torri che si elevano in numerosi quartieri, tanto che a un certo punto ne fu vietata la costruzione. La città si era ingrandita ancora, tanto che rimaneva sguarnita da mura la zona che va dall'Isolo a Veronetta, dove si era sviluppato recentemente anche l'artigianato delle pelli e della lana, oltre a numerosi piccoli borghi a sud della cortina comunale lungo l'Adigetto.
Tra il 1287 ed il 1289 Alberto I della Scala fece allargare il percorso delle mura presso Veronetta, rafforzandole con cinque torri di guardia ed un fossato. Successivamente in questo tratto vennero aperte porta Vescovo e porta Vittoria, quest'ultima a ricordo di una vittoria di Cangrande I della Scala. Proprio Cangrande fece costruire una monumentale opera militare: venne fortificata la parte settentrionale, con una cinta muraria comprendente ben ventiquattro torri e quattro porte, e, quasi contemporaneamente, ampliò verso la campagna le mura a sud: praticamente creò il tracciato che oggi seguono le mura austriache di Verona. I lavori di costruzione delle mura finirono nel gennaio del 1325. Questa area era in buona parte ancora disabitata, ma secondo il progetto di Cangrande della Scala Verona sarebbe dovuta diventare la capitale del nord Italia, e, sebbene il progetto non ebbe successo, lo stampo che diedero alla città gli scaligeri rimane ben visibile ancora oggi, dato che riuscì a modificare profondamente il tessuto urbano della città. Sotto Cangrande ci furono grandi mutazioni urbanistiche, in particolare furono abbattute numerose torri, tanto che oggi rimangono solo la torre dei Lamberti e la torre del Gardello, le quali divennero torri pubbliche e furono quindi risparmiate.

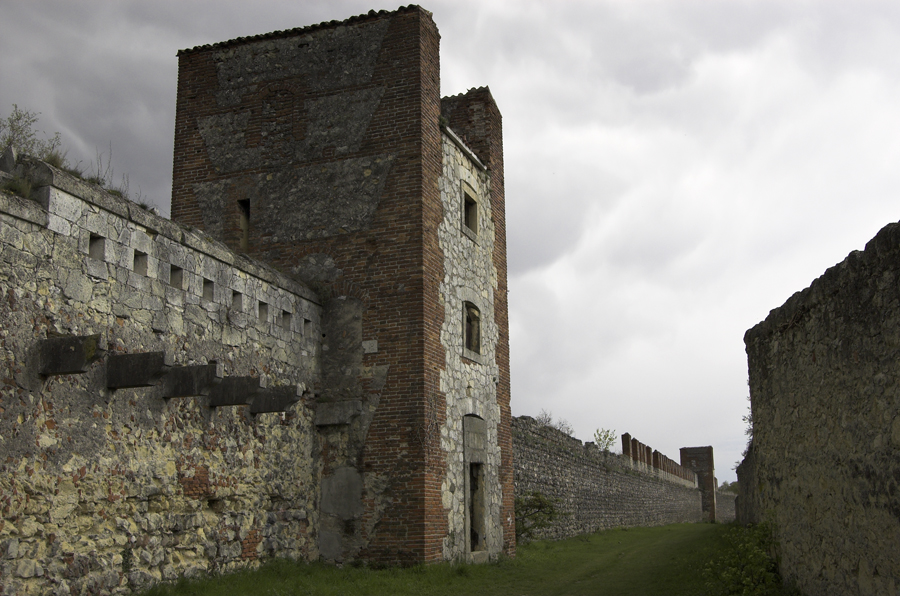
Cinta settentrionale scaligera, riammodernata nell'Ottocento dagli austriaci

Da Cangrande II della Scala verranno costruiti invece Castel Vecchio e il ponte scaligero, pensati come roccaforte in grado di proteggerlo dall'ostilità popolare, ostilità che gli ultimi scaligeri avevano creato. Con la fine della signoria scaligera nel 1387 per opera dei Visconti il castello rafforzerà il suo ruolo di difesa interna, grazie anche al collegamento con la Cittadella (che dà ancora oggi il nome alla piazza ed al quartiere), una vasta zona tra le mura comunali e le mura scaligere, fortificata da un muro e che serviva per contenere l'esercito straniero. Venne inoltre costruito un castello sull'area dove oggi sorge Castel San Pietro ed il nuovo castel San Felice, entrambe sulle colline a nord della città.

### Sistema contradale medievale
Il sistema di quartieri e contrade del Medioevo veronese è contenuto negli Statuti Veronesi di Alberto della Scala, redatti nel 1276. Questi Statuti indicano la città divisa in cinque quartieri, di cui quattro corrispondenti alle antiche regiones romane, ed un quinto quartiere, sorto oltre l'Adige, detto del Castello. Il maggior numero di contrade presenti nel quartiere Maggiore si spiega con l'espansione dell'abitato verso sud, che furono accorpate in misura maggiore a questo quartiere, e in misura minore al quartiere dei Capitani.
1. Quartiere Maggiore
- San Quirico
- Sine Ecclesia
- Sant'Andrea
- San Fermo
- Braida
- San Pietro in Carnario
- Sant'Agnese
- San Nicolò
- Ferraboi
- Santa Maria ad Fratam

- Falsurgo
- San Matteo
- Cortine
- San Marco
- Santa Croce
- Sant'Agnese foris
- San Silvestro
- Ognissanti
- Beverara

2. Quartiere del Ferro
- Ponte Pietra
- Santa Anastasia
- San Biagio

- Santa Cecilia
- Pigna
- Mercato Nuovo

3. Quartiere dei Capitani
- San Benedetto
- San Zilio
- San Giovanni ad Forum
- Santa Eufemia

- San Michele alla Porta
- San Martino ad quarum
- San Zeno oratore
- San Zeno superiore

4. Quartiere della Chiavica
- Santa Maria Antica
- Santa Maria in Chiavica

- San Salvaro
- San Bastiano

5. Quartiere del Castello
- Quinzano
- Avesa
- San Giorgio
- Santo Stefano
- San Bartolomeo
- San Siro
- San Pietro in Castello
- San Faustino
- San Giovanni in Valle
- Olmo

- Contrada degli Aleardi
- Santa Maria in Organo
- Contrada dei Flamberti
- Muro Nuovo
- San Nazaro
- San Michele in Campagna
- San Paolo
- San Vitale
- Isolo superiore
- Isolo inferiore

## Verona veneziana

### La fortificazione di Verona
Nel 1405 ci fu la dedizione a Venezia, che tra il 1406 ed il 1409 fece completare il castel San Felice Nel 1451. Fu anche ristrutturata la Cittadella (la quale era stata semidistrutta dalla popolazione), per il rifornimento della quale furono adibite ampie zone, tra le mura comunali e le mura scaligere, a coltivazioni. Fu ripristinato pure il camminamento che dalla Cittadella giungeva al Castel Vecchio, rendendolo coperto e utilizzabile anche dall'artiglieria. Venne poi pubblicato lo statuto della città, dove per la prima volta si affermava l'importanza storica dell'Arena, e dove si prevedeva la risistemazione delle strade urbane.
Tra il 1509 e il 1517 Verona venne assoggettata da Massimiliano d'Asburgo, e per la perdita della città subita durante la guerra della Lega di Cambrai subita dai veneziani, decisero di rinnovare le mura di Verona: i lavori consistettero nell'ammodernizzazione del sistema difensivo medioevale, che nulla poteva contro l'artiglieria. Le modifiche principali furono apportate nella cinta scaligera meridionale, i cui lavori iniziarono nel 1523, e vide il suo completo abbattimento, ed al cui posto sorsero alcuni bastioni e rondelle, le cui cortine sono molto più spesse e quindi possono assorbire i colpi dei cannoni. Venne inoltre creata una fascia di sicurezza al di fuori delle mura di un miglio, in modo da lasciare gli eventuali nemici allo scoperto (questa zona fu rispettata sino a fine Ottocento). Le mura scaligere settentrionali vennero invece mantenute e rinforzate con numerose rondelle.
Venne ricostruita anche porta Vescovo, e nel 1527 iniziò la seconda fase di lavori, con la costruzione di bastioni non più difensivi, ma offensivi, la cui revisione si concluse nel 1532. Inoltre Castel San Felice venne adibito a rocca, e si procedette quindi a smilitarizzare la Cittadella, la cui zona tornava quindi a disposizione dei civili.

### L'opera di Sanmicheli

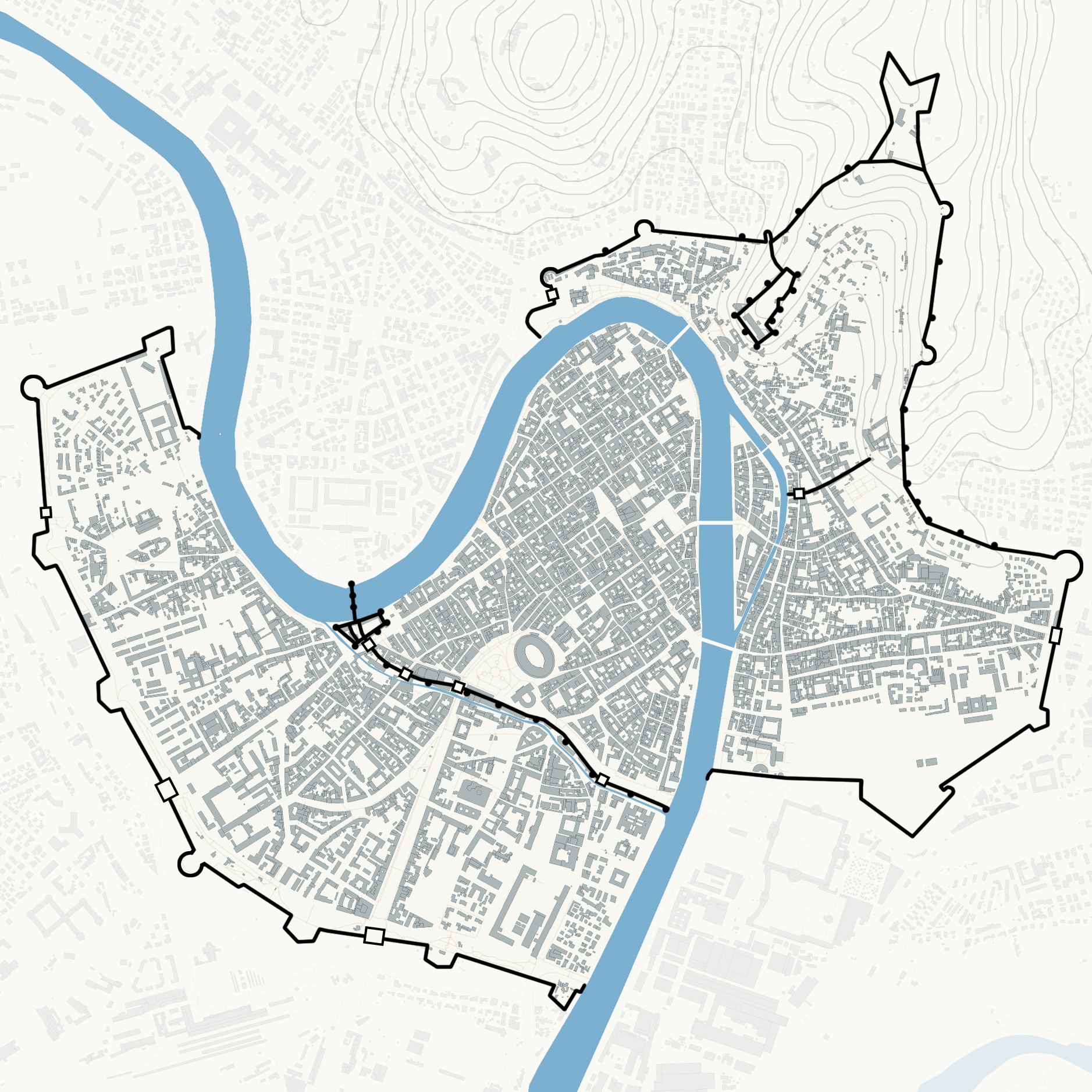
Periodo veneto

È in questo primo periodo che inizia l'opera di Michele Sanmicheli, importante architetto veronese, che cercò di donare tratti artistici, o comunque in armonia con la città, alle opere militari. Egli si occupò dell'intera cortina muraria, dove inserì le monumentali porta Nuova, porta Palio e porta San Zeno, recuperando lo stile classico. Egli riuscì nell'intento di coniugare alla funzione militare quelle di monumentali porte d'entrata per la città. Porta Nuova divenne fondamentale per la posizione, perfettamente in asse con i portoni della Bra, si andò così a disegnare e creare un'importante direttrice viaria (ancora oggi), che prende il nome di corso Porta Nuova. Anche per porta Palio si scelse la posizione in asse con l'arco dei Gavi (oggi spostato dalla sua posizione originaria) e quindi con portoni Borsari, creando un percorso che seguiva l'antica via Postumia.
Sempre del Sanmicheli furono molti edifici sorti in quel periodo, tra cui i più importanti furono il palazzo del Capitanio, palazzo Bevilacqua e palazzo Canossa. Un'altra sua opera fu lo sviluppo del quartiere di Veronetta, e la lottizzazione dell'ex Cittadella.

### Verona città chiave della Repubblica di Venezia
Verona divenne la città chiave dell'entroterra della Repubblica di Venezia: i lavori, che si conclusero nel 1558, portarono alla creazione di una fortezza inespugnabile e, con lo spianamento della pianura davanti alle mura meridionali, fu adibita anche all'uso dell'artiglieria. La spianata si estendeva all'esterno delle mura per due chilometri, e in questa zona vennero tagliati alberi e demolite abitazioni, rendendo la città una specie di isola fortificata. Ma sempre nel XVI secolo Verona cominciò a perdere la sua tradizione mercantile e industriale a favore di un'economia maggiormente agricola e terriera.
All'interno della città ci fu il riassetto di piazza Erbe in funzione commerciale (ancora oggi si svolge il mercato): fu eretta nella piazza una colonna con in cima il leone di San Marco, a siglare il patto tra le città di Verona e Venezia.
Nel '600 la città si presentava ricca e popolosa, e iniziarono a nascere numerose opere pubbliche e private, come la Gran Guardia e il palazzo Maffei. Nel 1630 la peste dimezzò letteralmente la popolazione urbana, a cui si aggiunse un grave appesantimento fiscale, soprattutto per via del declino di Venezia, che rallentò di molto i progressi economici e infrastrutturali di Verona. Alla fine del secolo ci fu comunque un altro periodo di lavori, con la ristrutturazione di numerose chiese e la costruzione di alcuni palazzi.
Nel '700 fu favorito il commercio grazie alla costruzione di una fiera e della dogana; venne costruita la sede del museo lapidario maffeiano a sud di piazza Bra. La piazza nel 1790 venne lastricata e fu aperto il corso Porta Nuova, che giunge ad essa attraverso i portoni della Bra.

### Breve parentesi francese
Durante la breve parentesi della dominazione napoleonica ci fu l'abbattimento di parte della cinta muraria veneziana (grazie all'apporto di minatori reclutati a Brescia) e la mutilazione di molte importanti strutture storiche, come ad esempio dell'arco dei Gavi. Fu però anche stilato un piano delle strade cittadine per la sistemazione e la manutenzione delle stesse, che furono suddivise in strade di prima, seconda e terza classe. Grazie a questo prospetto corso Porta Nuova divenne la principale via d'accesso al centro della città.
Oltre al piano delle strade la nuova municipalità provvide anche alla revisione della suddivisione amministrativa della città, sopprimendo completamente le contrade, e costituendo otto rioni, di cui cinque all'interno dell'ansa dell'Adige. Nel 1801, dopo la pace di Luneville, Verona venne divisa in due: la parte all'interno dell'ansa dell'Adige rimaneva in mano francese, mentre la riva opposta andava in mano austriaca. Questa venne ribattezzata dispregiativamente Veronette dai francesi, e ancora oggi il quartiere prende il nome di Veronetta. In questo secondo momento la suddivisione cambiò nuovamente, riducendo a due i rioni, a loro volta suddivisi in circondari:
Primo rione:
1. Circondario della Fratellanza

2. Circondario della Libertà

3. Circondario dell'Uguaglianza
Secondo rione:
4. Circondario dell'Unione

5. Circondario della Forza

6. Circondario della Pace

## Verona austriaca

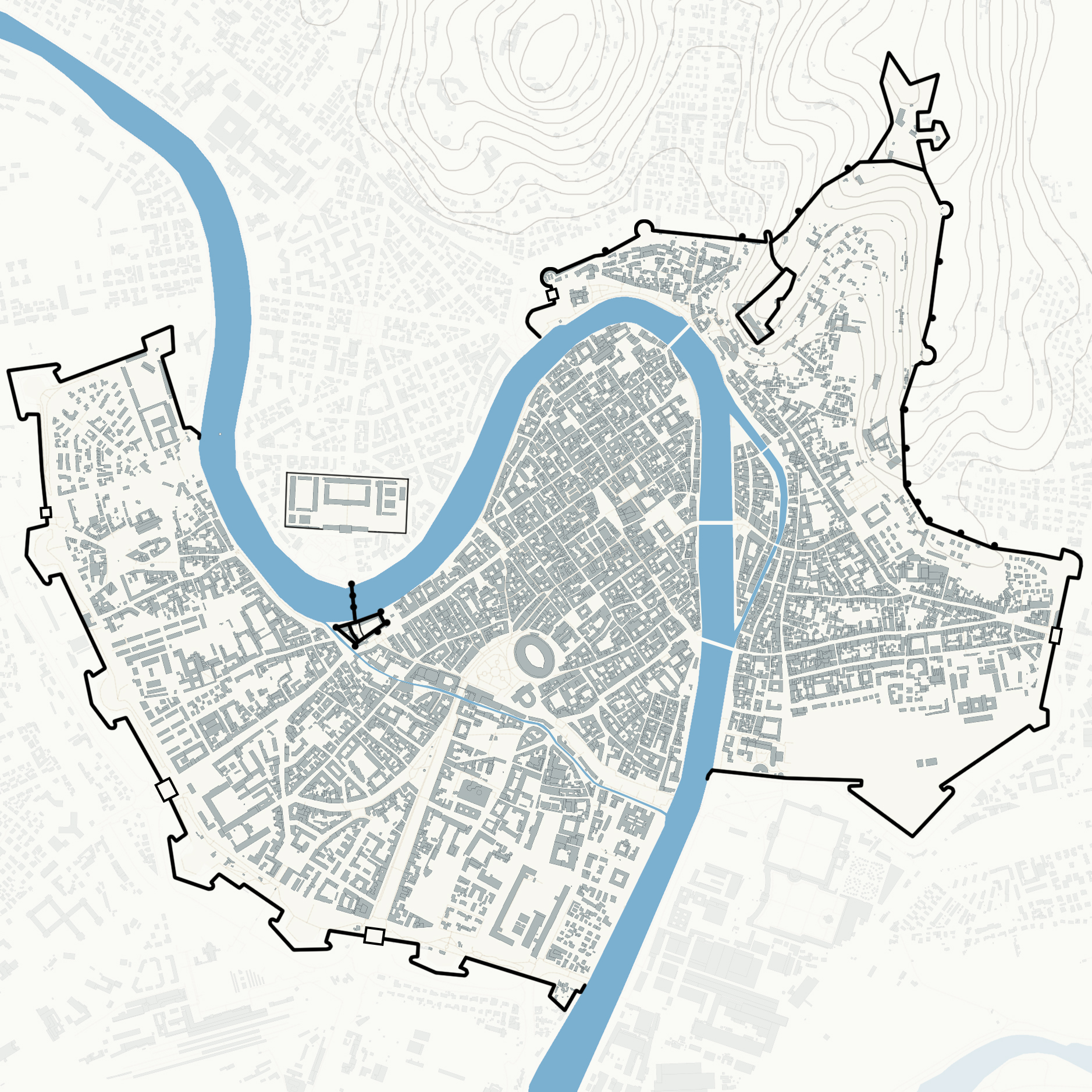
Periodo austriaco

Con l'arrivo degli austriaci Verona tornò a svolgere la funzione militare per cui già era stata impiegata prima della breve dominazione francese. I primi interventi alle difese si ebbero dal 1830 fino al 1840, quando furono ripristinati i bastioni, costruiti i forti San Procolo e San Felice, e più a nord quello di Santa Sofia, di San Leonardo, di San Mattia e le quattro torri massimiliane; a est sorsero invece il forte Biondella e Gazometro. Il piano fu attuato da Franz von Scholl creando una rete di forti molto estesa, in grado di ospitare un gran numero di soldati. Data le rete di forti che allontanava la prima linea dalla città, la nuova cinta magistrale, rispetto a quella sanmicheliana, si fece meno robusta ma adatta a veloci sortite verso l'esterno. Scholl conservò dove possibile le opere esistenti, per cui la cinta veneziana e scaligera ancora in piedi furono semplicemente rafforzate, ed infatti esse sono visibili ancora oggi.
Dopo i fatti del '48 gli interventi divennero ancora più complessi, soprattutto sul fronte occidentale, dove stava crescendo il pericoloso regno di Sardegna: dal 1848 al 1852 venne costruita la prima cerchia di forti, Chievo, Croce Bianca, San Zeno, San Massimo, Fenilone, Santa Lucia, Porta Palio, Porta Nuova, San Michele, il forte Spianata, la torre Tombetta e forte Santa Caterina. Successivamente si aggiunse una seconda cintura più esterna, forte Cà Bellina, Parona, Lugagnano, Dossobuono, Azzano, Tomba e forte Cà Vecchia. Nel 1859 l'Austria perse la Lombardia a favore del futuro regno d'Italia, così decise di creare un'intera regione fortificata, il cosiddetto quadrilatero.
Durante i cinquant'anni di dominazione austriaca nacquero edifici importanti come palazzo Barbieri, l'arsenale austriaco Franz Josef I, la stazione ferroviaria di Porta Vescovo e il cimitero monumentale.

## Verona italiana

### Piazzaforte italiana
Nel 1866 Verona divenne italiana e calò la pressione militare. Il 16 ottobre, i reparti del Regno d'Italia entrarono da Porta Vescovo e stazionarono nell'adiacente Piazza Santa Toscana, mentre l'esercito austriaco usciva dalla città da Porta Nuova diretto in Trentino (a quel tempo parte del Tirolo). Ormai Verona non era più una città di frontiera: ciononostante il governo italiano decise di mantenere intatte le strutture militari e logistiche, poiché il Trentino, l'Alto Adige e la Venezia Giulia erano rimaste sotto la sovranità austriaca, e la città si trovava in una posizione strategica per eventuali azioni future.

### Lo sviluppo infrastrutturale

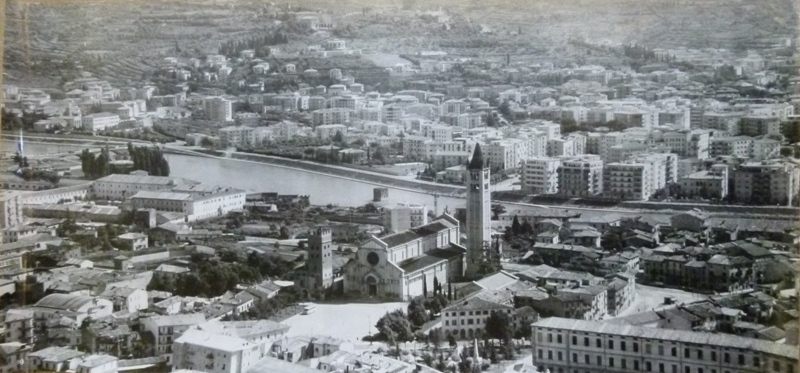
Panorama di Verona verso metà del XX secolo.

Per favorire lo sviluppo industriale della città venne costruito un canale, dedicato a Camuzzoni (importante sindaco di Verona), per poter assicurare alle future industrie una buona forza motrice. Il canale veniva (come oggi) utilizzato per l'irrigazione di campi agricoli e deviando parte delle acque dell'Adige riduceva la portata e potenza delle inondazioni.
Nacque il primo sistema fognario della città dai tempi dell'epoca romana e venne inaugurato un nuovo acquedotto. Il suolo di Verona fu livellato, diminuendo le pendenze e, dopo la disastrosa alluvione del 1882, si decise di costruire nuovi argini, chiamati muraglioni, lungo tutta la città, ampliando e ripulendo l'alveo dell'Adige.
La tramvia a cavallo collegava la nuova stazione Porta Nuova alla Stazione Porta Vescovo. A fine XIX secolo furono inoltre restaurati numerosi edifici storici.

### I quartieri di Verona oggi
Verona è composta da ventitré quartieri: quattro sono i quartieri del centro storico, compresi dentro le mura veneziane ed austriache; nove sono i quartieri moderni, cresciuti all'esterno della cinta muraria soprattutto dopo la seconda guerra mondiale; dieci le frazioni del comune, due delle quali (San Michele e San Massimo) ormai inglobate nella città a seguito della crescita demografica tra gli anni cinquanta e gli anni settanta.

#### Centro storico
I quartieri del centro storico sono quelli in cui si sono svolti più di due millenni di storia. Si sviluppano all'interno delle cinta più esterna delle mura cittadine, dunque all'interno dell'ansa dell'Adige e sul colle San Pietro.

#### Quartieri moderni
I quartieri moderni di Verona sono nati con l'industrializzazione del territorio alla fine dell'ottocento e la conseguente crescita demografica, in particolare Borgo Trento, nato nella prima ansa che forma l'Adige a Verona, e Borgo Roma a sud, dove sono nate le prime industrie. Gli altri quartieri sono nati invece dopo la seconda guerra mondiale.

#### Frazioni
Le frazioni del comune di Verona sono rimaste a lungo piccoli paesi di campagna, ma, con l'aumento demografico e l'urbanizzazione che ha coinvolto Verona negli ultimi cinquant'anni, sono state ormai inglobate dal nucleo cittadino.
Amministrativamente il territorio comunale è ripartito in 8 circoscrizioni.
| Centro storico 1. Città antica (circoscrizione 1) 2. Cittadella (circoscrizione 1) 3. San Zeno (circoscrizione 1) 4. Veronetta (circoscrizione 1) Quartieri moderni 10. Borgo Trento (circoscrizione 2) 11. Valdonega (circoscrizione 2) 12. Borgo Venezia (circoscrizione 6) 13. Porto San Pancrazio (circoscrizione 7) 14. Borgo Roma (circoscrizione 5) 15. Santa Lucia (circoscrizione 4) 16. Borgo Milano (circoscrizione 3) 17. Golosine (circoscrizione 4) 18. Ponte Crencano (circoscrizione 2) Frazioni urbane 35. San Michele (circoscrizione 7) 37. San Massimo (circoscrizione 3) Altre frazioni 30. Avesa (circoscrizione 2) 31. Quinto (circoscrizione 8) 32. Santa Maria in Stelle (circoscrizione 8) 33. Mizzole (circoscrizione 8) 34. Montorio (circoscrizione 8) 36. Cadidavid (circoscrizione 5) 38. Parona (circoscrizione 2) 39. Quinzano (circoscrizione 2) |